# Andréa Teixeira
Andréa dos Santos Teixeira ou Andréa Teixeira, é uma ex-voleibolista brasileira natural de São Paulo, nascida em 16 de Dezembro de 1971 que se destacou no voleibol do cenário nacional e internacional, defendeu diversos clubes Paulistas e vestiu a camisa da Seleção Brasileira Feminina de Voleibol com ótima atuação no passe e na defesa, atuou como líbero assim como seu  marido o ex-voleibolista Gilmar Teixeira, o KID.

## Premiações Individuais
Se destacou como a Melhor Defesa na Superliga Nacional:
- Superliga 98/99 → atuando pelo BCN/Osasco;
- Superliga 95/96 → atuando pelo Sollo/Tietê;
- Superliga 94/95 → atuando pelo Econômico Cap./Sparta